# Antonio Cerroni
Antonio Cerroni (ur. 12 sierpnia 1924 w Rzymie, zm. 24 marca 2020 tamże) – włoski zapaśnik walczący w stylu klasycznym. Olimpijczyk z Rzymu 1960, gdzie zajął dwunaste miejsce w kategorii do 87 kg.
Mistrz igrzysk śródziemnomorskich w 1951; trzeci w 1963 roku. 